# 桑德克勒
桑德克勒是土耳其的城鎮，由阿菲永卡拉希薩爾省負責管轄，位於該國西部，距離首府阿菲永卡拉希薩爾60公里，面積1,223平方公里，海拔高度1,095米，2010年人口33,144。